# Tetrapterys anomala
Tetrapterys anomala är en tvåhjärtbladig växtart som beskrevs av W.R.Anderson. Tetrapterys anomala ingår i släktet Tetrapterys och familjen Malpighiaceae. Inga underarter finns listade i Catalogue of Life.